# Corredor de Wakhan

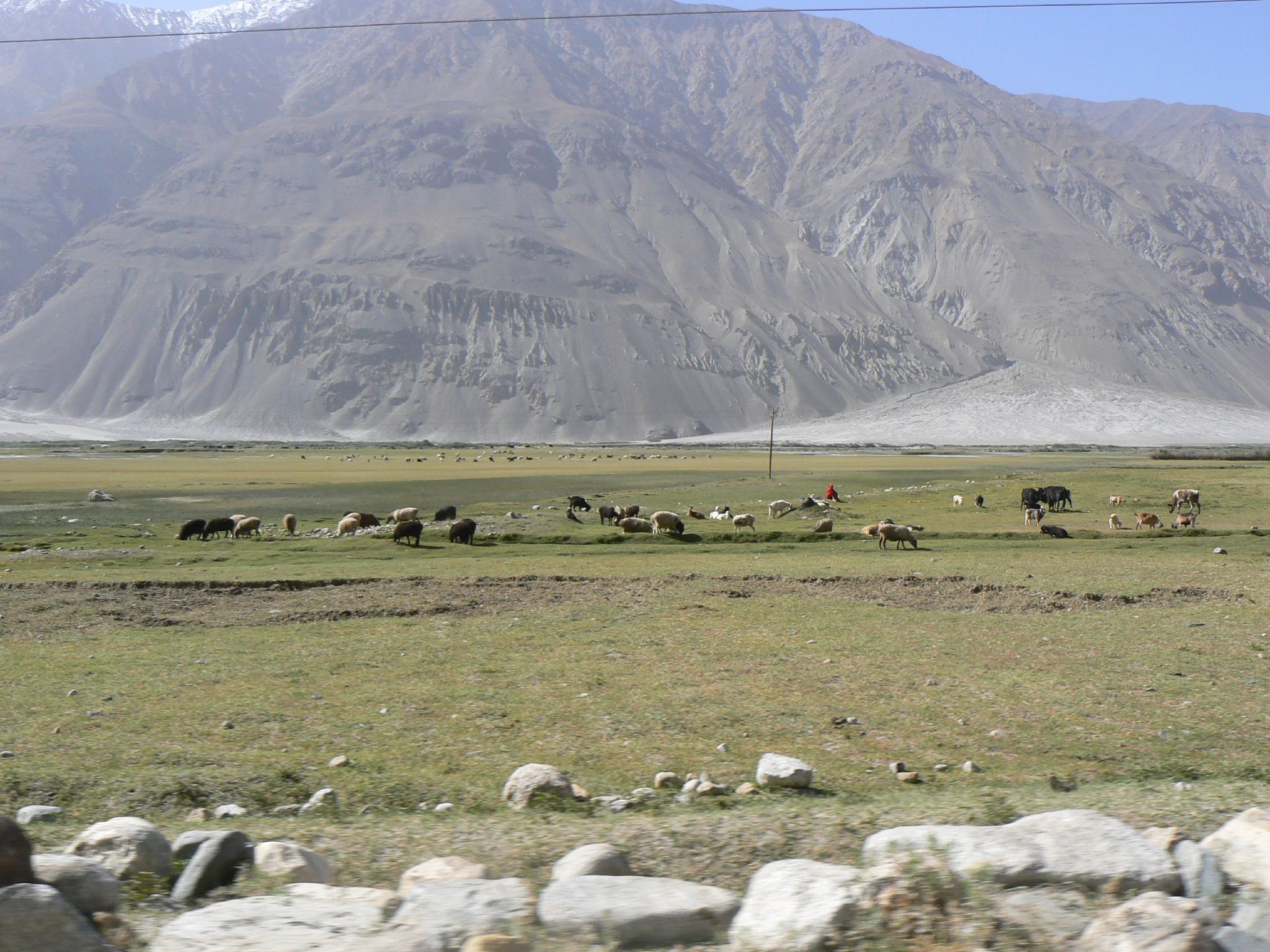
Wakhan entre Caixmir i Tajikistan.

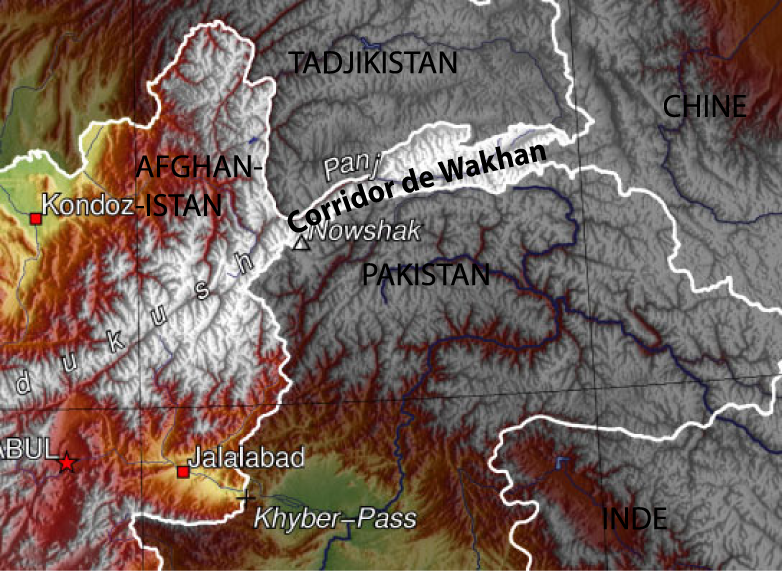
Corredor de Wakhan.

El corredor de Wakhan és un territori de l'Afganistan, i és el nom utilitzat sovint com a sinònim de tota la regió de Wakhan, més extensa. El corredor, estrictament, és un districte al nord-est del país, a la província de Badakhshan, que forma un enllaç de terra o "corredor" entre l'Afganistan i la Xina. El corredor és un territori llarg i prim, que separa Tadjikistan al nord, del Pakistan al sud.
El corredor fou una creació política de l'anomenat "Gran Joc" entre l'Imperi rus i la Gran Bretanya. A la cara nord del corredor, els acords entre la Gran Bretanya i Rússia el 1873 i entre la Gran Bretanya i Afganistan el 1893 van repartir l'àrea històrica de Wakhan, fent dels rius Panj i Pamir la frontera entre l'Afganistan i l'Imperi Rus. A la seva cara sud, l'acord sobre la línia Durand de 1893 marcava el límit entre l'Índia britànica i l'Afganistan. Això deixava una banda estreta de terra com a zona tampó entre els dos imperis, que fou coneguda com el corredor de Wakhan al segle xx.
El corredor té 220 milles de llarg i uns 12.000 habitants, més de 10.000 wakhis i prop de 1.500 kirguís.
El terme "corredor de Wakhan" també s'utilitza en un sentit més restringit per a referir-se a la ruta al llarg del riu Panj i el riu Wakhan fins a la Xina, i es refereix llavors a la part del nord del Wakhan, anomenat Pamir afganès.
Recentment, s'hi ha trobat una població nombrosa i saludable de l'amenaçada pantera de les neus.

## Ruta
Encara que el terreny és extremadament difícil, el corredor s'utilitzava històricament com a ruta de comerç entre Badakhshan i Yarkand. Consta que Marco Polo va arribar a la Xina per aquest pas. El sacerdot jesuïta Benedict Goëz va passar de Wakhan fins a la Xina entre 1602 i 1606. El maig del 1906, sir Aurel Stein va explorar el Wakhan, i informava que, en aquella època, 100 caravanes de ponis carregats de productes creuaven anualment a la Xina.
Els primers viatgers utilitzaven una de les tres rutes:
- Una ruta del nord portada cap amunt de la vall del riu Pamir fins al llac Zorkul; llavors, a l'est, a través de les muntanyes, a la vall del riu Murghab, a l'altre costat de la serra de Sarikol, s'estenia a la Xina.
- Una ruta del sud portava cap amunt de la vall del riu Wakhan al pas Wakhjir, a la Xina. Aquest pas estava tancat durant, com a mínim, cinc mesos a l'any i només estava obert irregularment per a la resta.[9]
- Una ruta central es bifurcava de la ruta del sud a través del Petit Pamir a la vall del riu Murghab.

La ruta pel corredor ha estat tancada, de fet, al tràfic regular els darrers cent anys, i no hi ha cap carretera moderna. Hi ha una carretera aspra o via forestal des d'Ishkashim fins a Sarhad-e Broghil, construïda durant els anys 1960, però més enllà esdevé un simple camí. Hi ha uns 100 km des del final de la via a la frontera xinesa, al pas Wakhjir, i més enllà del Petit Pamir.
Townsend (2005) parla de la possibilitat de contraban de droga des de l'Afganistan fins a la Xina via el corredor de Wakhan i el pas de Wakhjir, però conclou que, a causa de les dificultats de les travessies de viatge i de la frontera, fins i tot si hi ha una mica de tràfic, seria menor comparat amb el que va per la via de Gorno-Badakhshan, província autònoma del Tadjikistan o fins i tot via Pakistan, on hi ha moltes més connexions accessibles cap a la Xina.
L'Afganistan ha demanat a la Xina en unes quantes ocasions d'obrir la frontera pel corredor de Wakhan per raons econòmiques (en algun moment, o com a ruta de subministrament alternativa per lluitar contra els talibans). Tanmateix, la Xina s'hi ha resistit, en gran part a causa del malestar a la seva província occidental de Xinjiang, que fa frontera amb el corredor. El desembre del 2009, s'informava que els Estats Units havien demanat a la Xina que obrís el corredor. El Wakhan arriba a la Xina, al comtat autònom de Tashkurgan Tajik.

## Llibres
- M. Nazif Mohib Shahrani, The Kirghiz and Wakhi of Afghanistan: Adaptation to Closed Frontiers and War. University of Washington Press, 2002. ISBN 0-295-98262-4.